# Volei la Universiada de vară din 1981
Probele sportive de volei la Universiada de vară din 1981 s-au desfășurat în perioada 20 iulie - 29 iulie 1981 la București, România. Meciurile s-au disputat la Sala Olimpia, Sala Floreasca, Sala Dinamo și Sala Agronomia.

## Clasament

### Masculin
| 1  | România                    |
| 2  | Cuba                       |
| 3  | Japonia                    |
| 4  | Coreea de Sud              |
| 5  | Uniunea Sovietică          |
| 6  | Canada                     |
| 7  | Italia                     |
| 8  | Statele Unite ale Americii |
| 9  | China                      |
| 10 | Cehoslovacia               |
| 11 | Bulgaria                   |
| 12 | Țările de Jos              |
| 13 | Polonia                    |
| 14 | Mexic                      |
| 15 | Spania                     |
| 16 | Turcia                     |
| 17 | Franța                     |
| 18 | Egipt                      |
| 19 | Belgia                     |
| 20 | Grecia                     |
| 21 | Venezuela                  |
| 22 | Irak                       |
| 23 | Libia                      |
| 24 | Sudan                      |
| 25 | Zair                       |
| 26 | Liban                      |
| 27 | Iordania                   |
| 28 | Siria                      |

### Feminin
| 1  | China                      |
| 2  | Cuba                       |
| 3  | Brazilia                   |
| 4  | România                    |
| 5  | Japonia                    |
| 6  | Bulgaria                   |
| 7  | Mexic                      |
| 8  | Statele Unite ale Americii |
| 9  | Canada                     |
| 10 | Elveția                    |
| 11 | Danemarca                  |
| 12 | Spania                     |
| 13 | Turcia                     |
| 14 | Liban                      |

## Medaliați
| Probă            | Aur | Argint | Bronz |
| Masculin Detalii | România · Nicu Stoian · Günther Enescu · Dan Gîrleanu · Marius Căta-Chițiga · Emilian Vrîncuț · Florin Mina · Sorin Macavei · Petre Ionescu · Sorin Grădinaru · Florin Sîrbu · Adrian Pustiu · Zamfir Gheorghe · Antrenor: · Nicolae Sotir | Cuba   | Japonia Yasushi Furukawa Yuji Kasama Shunichi Kawai Yasunori Kumada Eizaburo Mitsuhashi Hiroaki Okuno Ichiko Sato Koshi Sobu Reiko Takizawa |
| Feminin Detalii  | China | Cuba   | Brazilia · Sandra Suruagy · Silvia Regina Montanarini · Marta Aparecida Pereira da Silva · Fernanda Emerick · Heloísa Roese · Helga Yolanda Cordal Sasso · Regina Uchoa · Célia Garritano · Denise Porto Mattioli · Blenda Bartels · Isabel Barroso · Ana Lucia Jacqueline · Antrenor: · Enio Figueiredo |